# Ускуч (село)
Ускуч (Верхнее Пьянково) — село в Чойском муниципальном районе Республики Алтай России. Административный центр Верх-Пьянковского сельского поселения.

## География
Расположено к северо-востоку от Горно-Алтайска, в долине реки Иши (приток Катуни), .

## Население
| 2010 | 2011 | 2012 | 2013 | 2014 | 2015 | 2016 |
| ---- | ---- | ---- | ---- | ---- | ---- | ---- |
| 353  | →353 | ↘347 | ↘331 | ↘327 | ↗332 | ↘331 |
| 2017 | 2018 | 2019 | 2020 | 2021 |      |      |
| ↘329 | ↗338 | ↘328 | ↗336 | ↘317 |      |      |